# Labropsis
Labropsis és un gènere de peixos de la família dels làbrids i de l'ordre dels perciformes.

## Taxonomia
- Labropsis alleni (Randall, 1981)
- Labropsis australis (Randall, 1981)
- Labropsis manabei (Schmidt, 1931)
- Labropsis micronesica (Randall, 1981)
- Labropsis polynesica (Randall, 1981)
- Labropsis xanthonota (Randall, 1981)[2][3]